# Grancy
Grancy är en ort och kommun i distriktet Morges i kantonen Vaud, Schweiz. Kommunen har 546 invånare (2023).